# Mosfilm
Mosfilm (russisk: Мосфильм) er et filmstudie, i Moskva, Rusland, der ofte beskrives som et af de største i Rusland og i Europa. Mosfilm blev grundlagt i 1924 i Sovjetunionen og er sammen med Lenfilm og Maksim Gorij Central Filmstudio blandt de ældste filmselskaber i Rusland. Produktionerne derfra inkluderer de fleste af de bredt kendte sovjetiske og russiske film og strækker sig fra film af Tarkovskij og Eisenstein til såkaldte røde westerns, til Akira Kurosawa co-produktionen Dersu Uzala (Дерсу Узала) den episke storfilm Krig og fred (Война и Мир).
Mosfilms studier i Moskva spreder sig over et areal på 34,5 hektar.
Selskabet har siden 1998 været ledet af Karen Sjakhnazarov. 

## Historie

### Tidlige år
Filmproduktion blev påbegyndt i Det Russiske Kejserrige allerede i 1896, året efter Brødrene Lumières første film blev fremvist i Paris. Zar Nikolaj 2. var glad for film og støttede filmproduktionen i Rusland. Da bolsjevikkerne ved revolutionen i 1917 overtog magten, lagde de også vægt på filmmediet som et propagandaværktøj, og i 1919 blev udstedt et dekret, der nationaliserede alle privatejede filmstudier.
I 1923 blev det nationaliserede Khanzjonkov filmstudie lagt sammen med det ligeledes nationaliserede Ermoleva filmstudie til dannelsen af det statslige  "1. Goskino Fabrik". Selv grundlæggelsen af Mosfilm dateres normalt til den 30. januar 1924 ved premiere til studiets første film На крыльях ввысь (På vinger mod himlen)..
I løbet af 1920'erne og 30'erne blev en række andre filmstudier lagt ind under Goskino Filmfabrikken, der i perioden skiftede navn flere gange; "Sovkino" fra 1930, "Sojuzkino" fra 1932, "Rosfilm" fra 1933, "Sojuzfilm" fra 1934, fra 1935 "Filmfabrikken Mosfilm" og fra 4. januar 1936 filmstudiet "Mosfilm". Senere i 1936 blev Jalta Film lagt under Mosfilm. 
Filmstudiet producerede i 1920'erne en lange række sovjetiske film, herunder Sergej Eisensteins Panserkrydseren Potemkin (1925).
Filmfabrikken etablerede i 1927 filmstudier i Spurvebakkerne. Planerne var ikke blot at opføre nye studier, men en egentlig filmby, med faciliteter til alle led i filmproduktionen. Den nye filmby blev i 1931 udbygget og senere igen udbygget i 1935 med et nyt tonestudie.

### Under 2. verdenskrig
Omkring 1.000 af filmstudiets medarbejdere deltog i aktiv krigstjeneste under 2. verdenskrig. Filmproduktionen blev i oktober 1941 evakueret til Alma-Ata i Kasakhiske SSR Optagelserne i Moskva blev genoptaget i 1944.

### Efter krigen
I 1952 udstedte regeringen et dekret om genopbygning af filmstudierne i Moskva og i Leningrad. Der blev i 1956-59 i Moskva opført to nye bygninger i stalinistisk byggestil med søjler og stuk og senere i 1964 en fem-etagers produktionsbygning.
I 1959-1960 Mosfilm organiseret med seks forskellige kreative produktionsenheder. Som kunstneriske ledere af hver af de seks enheder blev udpeget Grigorij Aleksandrov (nr. 1), Ivan Pyrjev (nr. 2), Mikhail Romm (nr 3), Aleksandr Ptusjko (børne- og ungdomsfilm), Roman Tikhomirov (tv-film) og Jefim Dsigan, Grigorij Baklanov og Juri Bondarev (manuskriptafdeling). En skuespillerafdeling blev senere tilknyttet og i 1968 blev afdelingen for eksperimentalfilm tilknyttet strukturen. Strukturen blev senere omlagt ad flere omgange. 
Med perestrojka i 1987 blev vedtaget en ny model for filmproduktion i Sovjetunionen, hvilket bl.a. gav mulighed for en markedstilgang til filmproduktionen. På dette tidspunkt omfattede filmkoncernen ti kreative enheder, en produktionsbase, filmskuespillerens teaterstudie og en filial i Jalta. Der var 5.000 personer ansat og et kunstnerisk råd med mere end 60 fagfolk. I forbindelse med Sovjetunionens sammenbrud blev Mosfilm atter omorganiseret, men kom i økonomisk krise i midten af 1990'erne og måtte skære ned på produktionerne og antallet af medarbejdere. Mosfilm er dog i dag det største russiske filmselskab og beskæftiger mere end 1.000 medarbejdere og er indehaver af filmrettighederne til selskabets produktioner gennem tiderne.

## Betydningsfulde og/eller væsentlige film produceret af Mosfilm
- 1925: Panserkrydseren Potemkin (instruktør Sergej Eisenstein)
- 1934: Hele Verden ler (instruktør Grigorij Aleksandrov )
- 1935: Aerograd (instruktør Aleksandr Dovsjenko
- 1936: Cirkus (instruktør Grigorij Aleksandrov)
- 1938:  Alexander Nevskij (instruktører Sergej Eisenstein og Dmitrij Vasiljev)
- 1938: Volga-Volga (instruktør Grigorij Aleksandrov)
- 1939: Minin og Posjarskij (instruktør Vsevolod Pudovkin, Mikhail Doller)
- 1944: Ivan den Grusomme (2 dele) (instruktør Sergej Eisenstein)
- 1950: Berlins fald (instruktør Mikhail Tjiaureli, musik af Dmitrij Sjostakovitj)
- 1956: Ilja Muromets (instruktør Aleksandr Ptusjko)
- 1957: Tranerne flyver forbi (instruktør Michail Kalatosov, vinder af Den Gyldne Palme ved Filmfestivalen i Cannes)
- 1959: Historien om en soldat (instruktør Grigorij Tjukhraj, vinder af juryens specialpris ved Filmfestivalen i Cannes og nomineret til en Oscar for bedste manuskript)
- 1960: Katok i skripka (dansk: Damptromle og violin, instruktør Andrej Tarkovskij)
- 1962: Ivans barndom (instruktør Andrej Tarkovskij, vinder af Guldløven ved Filmfestivalen i Venedig)
- 1963: Romance i Moskva (instruktør: Georgij Danelija)
- 1966: Den yderste dom (instruktør Andrej Tarkovskij)
- 1966-67: Krig og fred (instruktør Sergej Bondartjuk, film i fire dele, vinder af Oscar for bedste fremmedsprogede film)
- 1967: Vij (instruktør Konstantin Jersjov og Georgij Kropatjov)
- 1968: Diamantarmen (instruktør Leonid Gajdaj)
- 1969: Brødrene Karamasov (instruktør Ivan Pyrjev, nomineret til en Oscar for bedste fremmedsprogede film)
- 1969: Ørkenens hvide sol (instruktør Vladimir Motyl) i samarbejde med Lenfilm
- 1969: Tjaikovskys liv og musik (instruktør Igor Talankin, nomineret til Oscar for bedste fremmedsprogede film)
- 1972: Solaris (instruktør Andrej Tarkovskij)
- 1973: Ivan Vasilyevitj ændrer sit erhverv (instruktør Leonid Gajdaj)
- 1974: Ven blandt fjender (instruktør Nikita Mikhalkov)
- 1974: Neverojatnyje prikljutjenija italjantsev v Rossii (da.: Italienernes utrolige eventyr i Rusland, instruktør Eldar Rjasanov) i samarbejde med Dino de Laurentiis Cinematografica (Italien)
- 1975: Dersu Uzala (sovjetisk-japansk co-produktion, instruktør Akira Kurosawa, Oscar for bedste fremmedsprogede film)
- 1975: Afonja (instruktør Georgij Danelija)
- 1975: Skæbnens ironi (instruktør Eldar Rjasanov)
- 1975: Spejlet (instruktør Andrej Tarkovskij)
- 1976: Opstigningen (instruktør Larisa Sjepitko, vinder af Guldbjørnen ved Filmfestivalen i Berlin)
- 1976: Lejren går op i himlen (instruktør Emil Loteanu)
- 1977: Mimino (instruktør Georgij Danelija)
- 1979: Moskva tror ikke på tårer (instruktør Vladimir Mensjov, Oscar for bedste fremmedsprogede film)
- 1979: Sangen om Sibirien (instruktør Andrej Kontjalovskij)
- 1979: Vandringsmanden (instruktør Andrej Tarkovskij)
- 1982 Tjastnaja zjizn (da.: Privatliv,  instruktør Julij Rajzman, nomineret til Oscar for bedste fremmedsprogede film)
- 1985: Gå og se (instruktør Elem Klimov, co-produktion med Belarusfilm)
- 1986: Kin-dza-dza! (instruktør Georgij Danelija)
- 2007 Ironija sudby. Prodolzjenije (Skæbnens Ironi. Fortsættelse), instruktør Timur Bekmambetov co-produktion med bl.a. 20th Century Fox
- 2012 Den hvide Tiger tank (instruktør: Karen Sjakhnazarov)
- 2017 Anna Karenina. Istorija Vronskogo (da.:Anna Karenina. Vronskijs historie, instruktør: Karen Sjakhnazarov)